# Henri Maikoff
Henri Maikoff est un chef-opérateur du son franco-suisse, ancien élève de l'École nationale de la photographie et du cinéma, dite École Louis-Lumière, promotion son 1983.

## Filmographie
Au cinéma
- 1986 : Double messieurs
- 1987 : Où que tu sois
- 1989 : Les Baisers de secours
- 1990 : What She Wrote
- 1991 : Arthur Rimbaud, une biographie de Richard Dindo
- 1992 : Border Line
- 1992 : Le Pays des sourds
- 1993 : Golem, le jardin pétrifié
- 1993 : Le Journal de Lady M.
- 1993 : Val Abraham (Vale Abraão)
- 1994 : Casa de Lava
- 1995 : Imphy, capitale de la France
- 1995 : Les Hommes du port
- 1996 : Le Ventre de l'Amérique
- 1996 : Le Journal du séducteur
- 1996 : Party
- 1996 : Fourbi
- 1997 : Généalogies d'un crime
- 1997 : Ossos
- 1998 : Pleine lune (Vollmond)
- 1998 : Requiem
- 2000 : La Vie moderne
- 2000 : Genet à Chatila
- 2000 : Les Frères Sœur
- 2000 : Parole et Utopie (Palavra e Utopia)
- 2001 : Je rentre à la maison
- 2001 : Ceci est mon corps
- 2002 : Les Petites Couleurs
- 2002 : Le Principe de l'incertitude (O Princípio da Incerteza)
- 2002 : Cravate club
- 2003 : Ce jour-là
- 2003 : Henri Cartier-Bresson - Biographie d'un regard
- 2003 : Skinhead Attitude
- 2004 : Confiture (Confituur)
- 2004 : Quand je serai star
- 2004 : Emmenez-moi
- 2005 : Le Miroir magique (Espelho Mágico)
- 2006 : La Mémoire des autres
- 2006 : Belle toujours
- 2006 : O Improvável Não é Impossível
- 2007 : Pas douce
- 2007 : Christophe Colomb, l'énigme (Cristóvão Colombo - O Enigma)
- 2009 : Villa Amalia
- 2009 : Singularités d'une jeune fille blonde (Singularidades de uma Rapariga Loura)
- 2012 : L'Enfant d'en haut d'Ursula Meier
- 2014 : Arrête ou je continue de Sophie Fillières
- 2018 : La Belle et la Belle, de Sophie Fillières

À la télévision
- 2005 : Bien dégagé derrière les oreilles
- 2006 : Henry Dunant: Du rouge sur la croix
- 2006 : La Grande Peur dans la montagne
- 2008 : Sauvons les apparences !
- 2009 : Piotr Anderszewski)